# Scopula butyrosa
Scopula butyrosa är en fjärilsart som beskrevs av W. Warren 1893. Scopula butyrosa ingår i släktet Scopula och familjen mätare. Inga underarter finns listade.